# Vojtěch Mozík
Vojtěch Mozík (* 26. prosince 1992, Praha) je český lední hokejista.
V březnu 2016 debutoval v NHL v týmu New Jersey Devils.

## Klubové statistiky
| Sezona      | Klub                      | Soutěž      | Základní část | Základní část | Základní část | Základní část | Základní část | Play off | Play off | Play off | Play off | Play off |
| Sezona      | Klub                      | Soutěž      | Z             | G             | A             | B             | TM            | Z        | G        | A        | B        | TM       |
| ----------- | ------------------------- | ----------- | ------------- | ------------- | ------------- | ------------- | ------------- | -------- | -------- | -------- | -------- | -------- |
| 2011-12     | BK Mladá Boleslav         | ELH         | 27            | 2             | 3             | 5             | 12            | —        | —        | —        | —        | —        |
| 2012-13     | HC Škoda Plzeň            | ELH         | 28            | 0             | 1             | 1             | 20            | 18       | 0        | 1        | 1        | 24       |
| 2013-14     | HC Škoda Plzeň            | ELH         | 51            | 8             | 6             | 14            | 60            | 6        | 0        | 1        | 1        | 2        |
| 2014-15     | HC Škoda Plzeň            | ELH         | 51            | 10            | 19            | 29            | 94            | —        | —        | —        | —        | —        |
| 2015-16     | New Jersey Devils         | NHL         | 7             | 0             | 0             | 0             | 4             | —        | —        | —        | —        | —        |
| 2015-16     | Albany Devils             | AHL         | 53            | 2             | 14            | 16            | 40            | 11       | 0        | 2        | 2        | 7        |
| 2016-17     | Albany Devils             | AHL         | 65            | 11            | 11            | 22            | 56            | 4        | 0        | 0        | 0        | 0        |
| 2017-18     | HK Viťaz Moskevská oblast | KHL         | 55            | 9             | 21            | 30            | 46            | —        | —        | —        | —        | —        |
| 2018-19     | HK Viťaz Moskevská oblast | KHL         | 57            | 5             | 20            | 25            | 67            | 4        | 0        | 0        | 0        | 2        |
| 2019-20     | Färjestad BK              | SHL         | 50            | 2             | 13            | 15            | 36            | —        | —        | —        | —        | —        |
| 2020-21     | Färjestad BK              | SHL         | 16            | 0             | 1             | 1             | 16            | —        | —        | —        | —        | —        |
| 2020-21     | Kunlun Red Star           | KHL         | 23            | 4             | 6             | 10            | 26            | —        | —        | —        | —        | —        |
| 2021-22     | Admiral Vladivostok       | KHL         | 49            | 3             | 11            | 14            | 30            | —        | —        | —        | —        | —        |
| 2021-22     | Rögle BK                  | SHL         | 13            | 1             | 0             | 1             | 2             | 13       | 2        | 2        | 4        | 4        |
| 2022-23     | Rögle BK                  | SHL         | 49            | 3             | 10            | 13            | 20            | 9        | 0        | 1        | 1        | 4        |
| 2023-24     | HC Sparta Praha           | ELH         | 34            | 3             | 4             | 7             | 41            | 10       | 0        | 0        | 0        | 0        |
| ELH celkově | ELH celkově               | ELH celkově | 191           | 23            | 33            | 56            | 227           | 50       | 2        | 5        | 7        | 38       |
| SHL celkově | SHL celkově               | SHL celkově | 128           | 6             | 24            | 30            | 74            | 22       | 2        | 3        | 5        | 8        |

## Reprezentace
| Turnaj        | Místo konání                | Z  | G | A | B | Umístění | Soupisky          |
| ------------- | --------------------------- | -- | - | - | - | -------- | ----------------- |
| ZOH 2018      | Jižní Korea (Pchjongčchang) | 6  | 0 | 2 | 2 | 4. místo | Soupiska ZOH 2018 |
| ZOH 2022      | Čína (Peking)               | 4  | 0 | 0 | 0 | 9. místo | Soupiska ZOH 2022 |
| Celkem na ZOH |                             | 10 | 0 | 2 | 2 |          |                   |